# Leśne Licho
Leśne Licho – polski zespół muzyczny grający folk metal, założony w 2007 roku. Zespół pochodzi z Warszawy i Podkowy Leśnej. W swojej muzyce łączy rockowe brzmienia z folkowymi melodiami irlandzkimi, słowiańskimi i skandynawskimi.

## Historia
Zespół powstał w połowie 2007 roku z inicjatywy Mikołaja Flisa. Swój pierwszy koncert zagrał wiosną 2008.
Leśne Licho występowało m.in. na ŚredniowieCzuju w Maszewie, Dniach Jakuba Wędrowycza, Międzynarodowym Turniej Smaków na Zamku w Liwie, Zlocie Miłośników Folk Metalu, WOŚP, Hello Folks w Lublinie, Zlocie Słowian i Wikingów w Drohiczynie, Konwencie Fantasy w Głogówku, Festiwalu Kultury Słowian „Stado” i Festiwalu Mroźna Brama w Suwałkach.

## Muzycy[1]

### Obecny skład zespołu
- Karolina „Houdini” Hough – keyboard
- Mikołaj „Miki” Flis – gitara, wokal, perkusja
- Ola „Shonhor” Mrozek – keyboard, wokal, perkusja
- Rafał „Ravi” Hornowski – gitara
- Rafał „Ralphie” Grudziński – gitara
- Grzegorz „Grzesiu” Maj – gitara basowa
- Anna Achtelik – wokal

### Byli członkowie
- Paulina "Szatan" Jankowska - wokal

- Igor – gitara

- Mateusz „Dziubas” Rataj – gitara
- Marcin „Asmo” Skowroński – gitara
- Szyman – keyboard
- Michał „Miero” Miernik – keyboard
- Młody – gitara basowa
- Gipsi – perkusja
- Szopen – gitara
- Kumen – gitara
- Adrianna „Aminae” Janusz – wokal, keyboard
- Kuba Bryszewski – perkusja
- Tomasz Wojtyra – gitara
- Wiktor „Ingwar” Żądło – gitara basowa
- Artur „Kudłacz” Ściechowski – gitara
- Aleksander „Loki” Boguszewski – gitara
- Skaldi – wokal
- Agnieszka „Aga” Grala – wokal
- Tomasz Świstak – flażolet

## Dyskografia
- Demo (2009)[5]
- Pieśni starego lasu (2016)[6]
- Żółte kwiaty (2017)[7][8]